# Kumbalam
Kumbalam är en ort i Indien.   Den ligger i distriktet Ernākulam och delstaten Kerala, i den södra delen av landet, 2 100 km söder om huvudstaden New Delhi. Kumbalam ligger 3 meter över havet och antalet invånare är 24 143.
Terrängen runt Kumbalam är mycket platt. Havet är nära Kumbalam åt sydväst. Runt Kumbalam är det mycket tätbefolkat, med 1 692 invånare per kvadratkilometer. Närmaste större samhälle är Kochi, 6,7 km nordväst om Kumbalam. Trakten runt Kumbalam består huvudsakligen av våtmarker.